# Sorcerer Lord
Sorcerer Lord è un videogioco strategico a turni di tipo wargame fantasy pubblicato nel 1987-1988 per i computer Amiga, Amstrad CPC, Atari ST, Commodore 64, MS-DOS e ZX Spectrum dall'editrice britannica Personal Software Services (PSS), acquisita in quel periodo dalla Mirrorsoft. Un'edizione tedesca per Commodore 64 è anche nota come Zauber Lord.

## Modalità di gioco
Può partecipare un solo giocatore che controlla sempre le forze delle terre di Galanor in una guerra a grande scala contro le forze del malvagio Shadowlord. C'è un solo scenario, giocabile a tre livelli di difficoltà, con possibilità di salvare la partita. Inizialmente il nemico è in forte superiorità numerica e si deve arretrare, resistere alla sua invasione, rafforzare le proprie alleanze e infine contrattaccare, il tutto entro un numero massimo di turni. Galanor comprende cinque nazioni, costituite da uomini di varie etnie ed elfi, tutte al servizio del giocatore; il nemico è dotato di alte capacità magiche (tra cui attraversare le acque) e di cavalieri di lupi mostruosi. Non ci sono risorse da produrre né denaro; le nuove reclute compaiono spontaneamente.
Il gioco si svolge su una mappa suddivisa in caselle a griglia esagonale, visibile una porzione alla volta con scorrimento. È disponibile anche una mappa a larga scala dell'intera area di gioco. Ogni casella ha un diverso tipo di terreno, con differenti difficoltà di movimento e vantaggi specifici per le varie nazioni, ad esempio gli elfi sono più efficaci nelle foreste. Alcune caselle ospitano una struttura: fortezze, cittadelle (capitali), o "anelli runici" rappresentati come dolmen. Fortezze e cittadelle, oltre ad avere alte capacità difensive e a produrre rinforzi, sono inizialmente i quartier generali dei vari capi che il giocatore deve riunire sotto il suo controllo; basta entrare nella casella con una unità per far sì che le forze di Galanor entrino a far parte dell'esercito del giocatore.
Le icone delle unità hanno lo stesso aspetto per ciascuna nazione, spostando il cursore su un'unità si visualizzano i dettagli in cima allo schermo sotto forma di testo (inglese, per alcune piattaforme esistono versioni in tedesco o francese). Ogni unità è caratterizzata dal numero di soldati a piedi e a cavallo e dal proprio capo. I capi possono avere un certo grado di capacità magiche e lanciare in modo automatico incantesimi di potenza proporzionale alla vicinanza degli anelli runici controllati, influenzando anche di molto le battaglie.
Un turno rappresenta un giorno ed è costituito da cinque fasi; quelle svolte dal computer avvengono ad alta velocità e in modo continuo. Le fasi sono:
1. Movementi di Shadowlord
2. Combattimenti di Shadowlord
3. Alleanze di Galanor (compaiono i rinforzi e col passare dei turni i signori locali si uniscono spontaneamente alle forze del giocatore)
4. Movementi di Galanor (si utilizza un cursore mosso con la tastiera)
5. Combattimenti di Galanor

Le battaglie coinvolgono tutte le unità che muovono nella stessa casella e i risultati vengono calcolati automaticamente in base a vari fattori. Causano un certo numero di caduti in entrambi gli schieramenti e si concludono con l'eliminazione oppure la ritirata delle unità perdenti.